# روزيتا سيرانو
روزيتا سيرانو (بالإسبانية: Rosita Serrano)‏ هي مغنية أوبرا ومغنية وعازفة قيثارة وممثلة تشيلية، ولدت في 14 يونيو 1914 بفينيا ديل مار في تشيلي، وتوفيت في 6 أبريل 1997 بسانتياغو في تشيلي.

## وصلات خارجية
- روزيتا سيرانو على موقع IMDb (الإنجليزية)
- روزيتا سيرانو على موقع مونزينجر (الألمانية)
- روزيتا سيرانو على موقع ميوزك برينز (الإنجليزية)
- روزيتا سيرانو على موقع قاعدة بيانات الأفلام السويدية (السويدية)
- روزيتا سيرانو على موقع ديسكوغز (الإنجليزية)
- روزيتا سيرانو على موقع قاعدة بيانات الفيلم (الإنجليزية)
- روزيتا سيرانو على موقع كينوبويسك (الروسية)